# Coussarea uniflora
Coussarea uniflora är en måreväxtart som beskrevs av George Gardner. Coussarea uniflora ingår i släktet Coussarea och familjen måreväxter. Inga underarter finns listade i Catalogue of Life.